# Mark Ebanks
Mark Samuel Ebanks (ur. 26 grudnia 1990) – kajmański piłkarz występujący na pozycji napastnika.

## Kariera klubowa
Ebanks rozpoczynał swoją karierę piłkarską w zespole Future SC z siedzibą na wyspie Wielki Kajman.

## Kariera reprezentacyjna
W 2011 roku Ebanks wystąpił w trzech spotkaniach reprezentacji Kajmanów U-23 w ramach kwalifikacji do Igrzysk Olimpijskich w Londynie. Jego drużyna po trzech porażkach zajęła ostatnie miejsce w eliminacjach przedwstępnych i nie awansowała do drugiej rundy, nie dostając się zarazem na olimpiadę.
W seniorskiej reprezentacji Kajmanów Ebanks zadebiutował 3 października 2010 w zremisowanym 1:1 meczu Saint-Martin w ramach Pucharu Karaibów. Dwa premierowe gole w kadrze narodowej strzelił dwa dni później w wygranej 4:1 konfrontacji z Anguillą w tych samych rozgrywkach. Wystąpił także w pięciu spotkaniach w ramach eliminacji do Mistrzostw Świata 2014, gdzie zdobył dwie bramki – w przegranym 1:4 spotkaniu z Salwadorem i zremisowanym 1:1 pojedynku z Dominikaną, jednak jego drużyna nie zdołała zakwalifikować się na mundial.